# آیین کهن ایرانی
آیین کهن ایرانی به دین کهن اقوام ایرانی‌تبار، پیش از زرتشت گفته می‌شود. دین ایرانی در دوره باستان همان دین ساده آریایی طبیعت‌پرستی بوده است. ایرانی‌های باستان مانند همه اشکال اولیه دین، خدایان «طبیعت» را می‌پرستیدند که برخی از پدیده‌های فیزیکی را به نمایش می‌گذاشتند، سپس خدایان ذهنی وجود داشتند، معمولاً به شکل انسان‌وار، که هسته خدایان قرار داشتند. ایرانی‌های باستان بر این باور بودند که قانونی طبیعی وجود دارد به نام اشه که تضمین می‌کند جهان به مسیر منظم خود ادامه می‌دهد و هستی ادامه می‌یابد. عبادت و فداکاری مردان برای کمک به حفظ این نظم کیهانی با تقویت خود خدایان و جهان طبیعی بود. همچنین تصور می‌شد اشه بر جهان بشری به عنوان یک اصل اخلاقی راستی و درستی حکومت می‌کند و نقطه مقابل آن اصل کیهانی بی‌نظمی و دروغ است.
در آیین کهن ایرانی پرستش خدایانی چون آناهیتا، تیر، میترا، بهرام، ارته، رشن، فروشی، زامیاد و هوم رایج بوده است.
زرتشت اولین دین یکتاپرستی در تاریخ را پایه‌گذاری کرد. او برخلاف بنیانگذاران دیگر ادیان توحیدی پس از خود، نه از طریق سرنگونی چندخداپرستی ایرانی، بلکه از طریق اصلاحات عمیق آن به این امر دست یافت.

## پرستش چند ایزد
در آیین کهن آریایی آسمان شب و آسمان روز در جفت خداوند میترا-وارونا خلاصه شده بودند تا سده ۱۴ پیش از میلاد این جفت خدا به این صورت در بین آریائیان پرستیده می‌شد. توصیف و سرودهای وارونا در ریگ ودا بسیار به توصیف اهورامزدا در گاهان شباهت دارند. به عبارت دیگر نام ویژه قدیمی «سرور دانا»، وارونا بوده است. در ایران این جفت خدای باستانی میترا و وارونا از یکدیگر جدا شده و هر یک به تنهایی گرایش پیدا می‌کنند که که همه یا بخشی از وظایف دیگری را برعهده بگیرند و به صورت خدای آسمانِ فراگیرندهٔ همه چیز، تکامل پیدا کنند. پاره ای از ایرانیان میترا را به عنوان بالاترین خدا پذیرفتند. محفل دیگر ایرانی گرد سرور دانا اهورامزدا که تاکنون وارونا نامیده می‌شد، متمرکز شدند. اهورامزدا یک واژه مرکب است و معنای تمام این دو بخش روی هم «سرور دانا» است. اهوره به معنای «سرور، خداوند» و مزدا «خردمند، دانا». در محفل میترایی در ایران دیگر خدایان و گوناگون آریایی به زندگی خود ادامه می‌دهند.
مرتضی راوندی می‌نویسد، در آیین مزداپرستی بالاترین ایزد اهورامزدا نام داشت و در واقع خدای خرد بود و بر آسمان‌ها و سراسر کاینات فرمان می‌راند. شاهان ایران برتری او را بر سایر خدایان تأیید می‌کردند اما پس از اهورامزدا به خدایان کوچکتری نیز معتقد بودند که آنها را ایزدان می‌نامیدند و مظهر قوای طبیعت یعنی آب، آتش، خورشید، باد، ماه، آسمان و زمین و غیره بوده‌اند. هریک از عناصر مقدس نامبرده به نحوی خاص مورد پرستش قرار می‌گرفت و با خواندن سرودهای مخصوص و اهدای قربانی‌ها و ریختن شراب و شیره بعضی از نباتات معطر مهر و محبت آنان جلب می‌شد.

### پرستش اهورامزدا به عنوان خدای برتر
از نشانه‌ها چنین برمی‌آید که ایرانیان کم‌کم در آیین کهن آریاییها دگرگونی‌هایی انجام دادند، چنان‌که از هنگامی که تاریخ ایرانیان، روشن است، اهورامزدا خدای بزرگ مردمان شهرنشین و متمدن شرقی و غربی ایران، شمرده می‌شده است. مزداپرستی کهن‌تر از دین زرتشت است. مزدا خدای نژاد یا مردمانی ویژه نیست و خدای جهان و پروردگار همه مردمان است. وابستگی میان اهورامزدا و آیین زرتشت آنچنان نزدیک است که گروهی چنان می‌پندارند که پرستش این خدا از دین زرتشت سرچشمه گرفته است ولی نشانه‌هایی بسیار در دسترس است که نشان می‌دهد اهورامزدا ایزدی بسیار کهن است و زرتشت در دین‌آوری خود این نام را برای نامیدن خدای یگانه به کار برده است. نیاز به یادآوری نیست که گاه پیش می‌آید که آیینی نو، نام‌های کهن را کاربرد تازه می‌بخشد. نام خودِ مزدا باستانی‌تر از دین زرتشت است و حتی نقش بنیادی‌ای که در مزدیسنا به دوش این ایزد واگذار شده است نیز به دوران پیش از زرتشت برمی‌گردد. می‌توان باور داشت که در پایان هزارهٔ دوم و آغاز هزارهٔ اول پیش از میلاد که نژادهای ایرانی هنوز از یکدیگر جدا نشده‌بودند، پرستش خدایی به نام اهورامزدا در میان ایشان شکل گرفته بوده است که نماد خرد، دادگری و آفرینش بوده است. پس از او بخشی از خدایان کهن هندوایرانی، اهوراها، با کاهشی در خویشکاری‌های کهن‌شان، تا اندازه ای سیمای فرشتگان یافته، گروه دیگر خدایان هندوایرانی، دیوها، نماد بدی گشته‌بودند. سپس در گام پیشرفته‌تری از دین، در فرهنگ اوستایی شرق ایران، اهورامزدا به خدایی یکتا پرستیده و خدایان دیگر کنارگذاشته شده‌اند و اهریمن نماد و سرور دیوان گشته است، با آن که در بخش‌های دیگر این بوم، مانند پارس دین ایرانی بر همان پایه کهن بجامانده است. ریشه فراگیری دین زرتشتی را در ایران می‌توان در همین پیشروتر بودن گاهان زرتشت در برابر دیگر بخش‌ها دید.

## چهار آخشیج
در اساطیر ایرانی اهریمن در نخستین نبرد با اهورمزدا سه هزار سال مدهوش بود. پس اهورمزدا، آفرینش مینوی هستی را صورت مادی بخشید و از گوهر بنیادین خود که روشنی بود، چهار آخشیج (آخشیجان) را آفرید و به ترتیب، آتش، باد، آب و خاک؛ یکی را از دیگری زایاند. آنگاه نخستین چیزی که دیدنی بود آمد، یعنی قطره‌ای مایع، مانند دانه اشکی زلال و بزرگ به پهنای همه آب‌های جهان. از این اشک، آسمان آفریده شد که نخستین آفریده از آفریده‌های شش‌گانه است. ایزد آسمان وظیفه دارد که در نبرد با اهریمن، دیوان را زندانی کند.
ایرانیان باستان چهارعنصر یا چهار آخشیج آتش، باد، آب و خاک را بسیار گرامی و مقدّس می‌شمردند و آنها را به‌وجودآورندهٔ هستی و گردانندهٔ جهان می‌دانستند. طبیعت همواره در پیدایش تحولات مذهبی مردمانِ باستان و به ویژه آریایی‌های ساکن ایران و هند، نقشی بی‌بدیل داشته است. اعتقاد به قوای طبیعت به مرور زمان در میان آریایی‌ها، به صورت اعتقاد به خدایان مختلف درآمد و کم‌کم برای عناصری چون خورشید، ماه، ستارگان و باد، علائمی را اختراع کردند و آنها را قوای خدایی نامیدند. اهمیت چهار عنصر آب و آتش و باد و خاک، بارزترین مظاهر طبیعت از آن نظر بوده که بنابر کهن‌ترین عقاید و باورهای پیشین، این عناصر نمایندهٔ پاکی و سرچشمهٔ زندگی در هستی بوده‌اند.

### ایزد آناهیتا
باتوجه به اهمیت آب در زندگی بشر، در ایران باستان، برای آب فرشتة نگهبان قایل بودند که مورد ستایش و احترام
ایرانیان بوده است. آناهیتا، ایزد آبها، یکی از بزرگ ایزدان پیش از زرتشت وهم مرتبه میترا (مهر) و اهورامزدا بوده است. آناهیتا/ناهید، آناهید، ایزدبانویی بسیار برجسته است که قدمت ستایش او به قبل از زرتشت می‌رسد. این ایزدبانو در اواخر دورهٔ هخامنشی، در کتیبه‌های پادشاهان اردشیر دوم و اردشیر سوم، درکنار هرمزد و مهر، قرار گرفته است. در ایران باستان، سرچشمهٔ باروری و سرچشمهٔ همهٔ آب‌های زمین است. درهمهٔ پرستشگاه‌های آناهیتا، چاه، برکه، چشمه یا جوی آبی دیده می‌شود. آناهیتا، چون هستی از او می‌جوشد، درواقع یک مادرخدا است. او ایزدبانوی آب، باران، فراوانی، برکت، باروری، عشق، مادری، زایش و پیروزی است.

### ایزد باد
ایزد وایو یا ایزد باد از ایزدان مشترک ایرانی و هندی و خدای باد است. وایو چهره‌ای دوگانه دارد، خوب و بد زیرا باد از هر دو جهان نیک و بد می‌گذرد.

### ایزد زمین
ارمیتی که در ریگ ودا «آرامائیتی» Aramaiti خوانده می‌شود، ایزدبانوی زمین دانسته می‌شوند. در اساطیر ایرانی آسمان‌ایزد صاحب دختر یا همسری است که آرمیتی ـ به معنای مادر زمین ـ نام دارد. در تعبیرات کهن‌تر او را دختر خود اهورامزدا دانسته‌اند.

### ایزد آذر
آتش نزد انسان اولیه اهمیت خاصی داشت. از زمانی که بشر به آتش دست یافت، به سبب تحولی که در زندگی او به وجود آورده بود، برای انسان ارزش ویژهای پیدا کرد. هنگامیکه انسان به آتش توجه و احترام زیادی کرد، متوجه قدرت آن و در نتیجه لزوم یاری و پشتیبانی و تقویت آن شد. از زمانیکه ویژگی‌های فراطبیعی به آتش نسبت داده شد، اولین و اصلیترین کارکرد آن دور کردن شیاطین بود. آتش تاریکی را برطرف می‌کند و دشمنان را نیز دفع می‌کند. این اندیشه احتمالاً از حملهٔ دزدان و نیز حیوانات وحشی در شب ریشه گرفته است. همچنین شیطان در تفکر بشر تجسم یک ترس یا بیماری یا بلا بوده است و آتش به سبب روشنایی‌بخشی، در شب، ترس‌ها را و نیز به سبب خاصیت ضد عفونی‌کنندگی، بیماری‌ها را دور می‌کرده است. از زمان‌های کهن نزد هندواروپاییان، آتش برای دور کردن شیاطین یا نیروهای بد و جلب خدایان یا نیروهای نیک به کار می‌رفته است؛ بنابراین مشخص است که اهمیت آتش از دوران مردمان هندوایرانی در زندگی مردمی که امروزه ساکنین سرزمین‌های ایران و هند هستند، نقش بسته است. محیط سردی که مردم آریایی از آن آمده‌اند در این ارزش و اهمیت آتش مؤثر بوده است. سپس نیروهای برتر به آتش نسبت داده شد و برای دور کردن نیروهای بد و حتی در هند به عنوان رابط میان انسان‌ها و خدایان به کار گرفته شد. آتش مرکز زندگی خانوادگی در میان اقوام هندواروپایی بوده است و بعدها با هاله ای از راز پوشیده شده است. نقاط اشتراک زیادی میان آگنی (ایزد آتش در وداها) و آذر (ایزد)/آتر (ایزدِ نگاهبانِ آتش) وجود دارد که نشان می‌دهد یک نوع آیین آتش در زمان اتحاد هندوایرانیان وجود داشته است که بزرگداشت آگنی و آتر در زمان‌های بعد، ادامهٔ آن است. در اساطیر ایزد آذر را فرزند و پسر اهورامزدا می‌خوانند همان‌گونه که همتای هندی او، اَگنی را فرزند دیائوس، خدای بزرگ هندی می‌خوانند. آذر را نماد نظم راستین و نشانهٔ مرئی حضور اهورامزدا می‌دانند.

### طبیعت‌پرستی

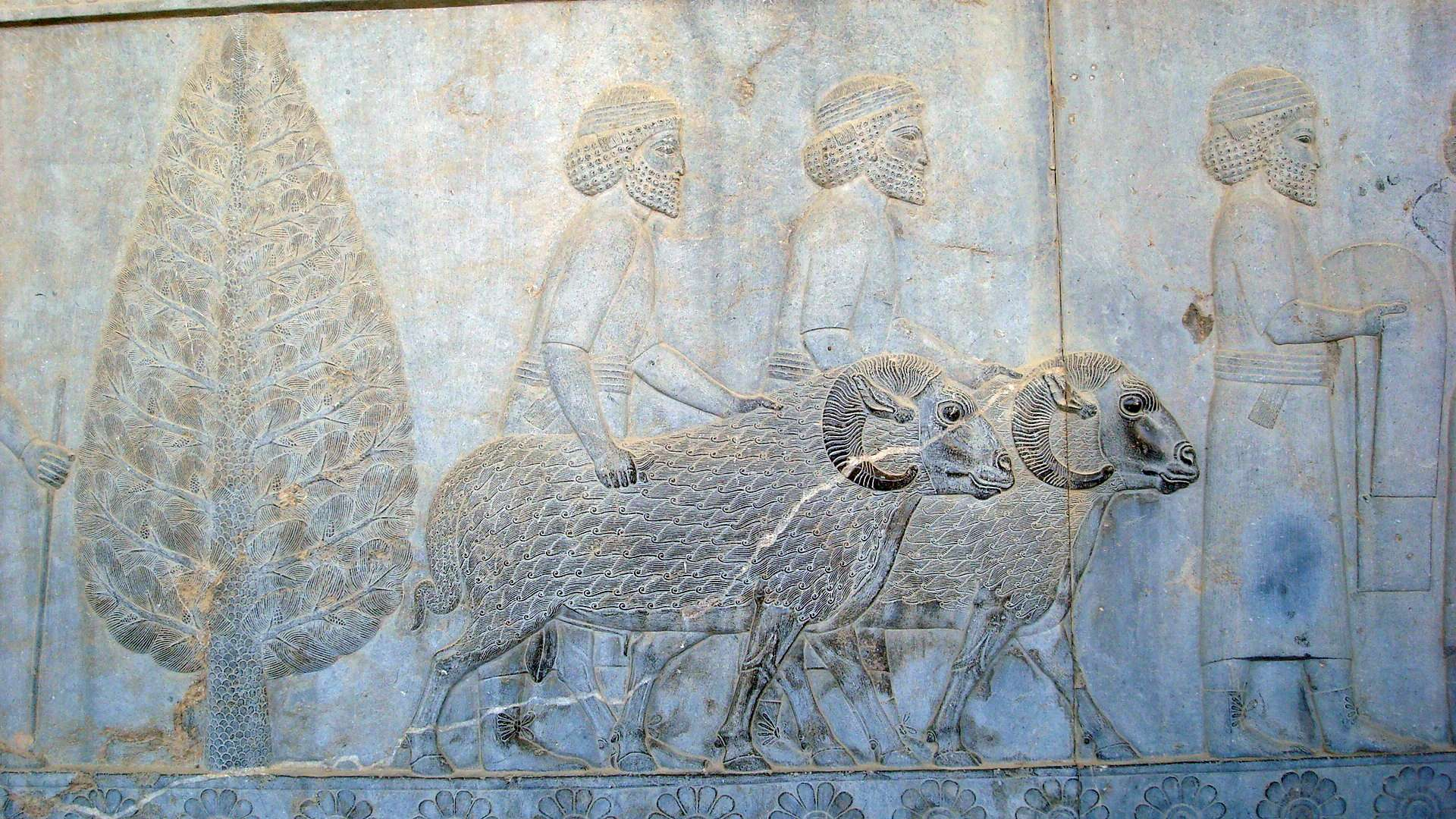
نقش سرو در سنگ‌برجسته‌های تخت جمشید

احترام به گیاهان و درختان و به‌طور کلی تمام رستنی‌ها و جانوران سودمند برای جهان هستی، در میان ایرانیان رسم بوده است. در عهد باستان شکستن درختان و آسیب رساندن به رستنی‌ها و حتی جدا کردن میوه‌های نارس از درخت، خطایی نابخشودنی به‌شمار می‌آمد و ایرانیان باستان عقیده داشتند که اگر کسی درخت بزرگ میوه و پرشاخ و برگی را بیفکند یا شاخه‌های آن را بشکند، در همان سال یکی از خویشاوندان خود را از دست خواهد داد. سرو یکی از درختانی است که در عهد باستان جنبهٔ روحانیت و دوام فوق‌العاده داشته است و کاج و بلوط نیز در زمره درختان پرارج بوده و به‌ویژه درخت انار در اعتقادهای عهد باستان از نظر دینی و پزشکی مورد استفاده بوده است.

## آیین هخامنشیان

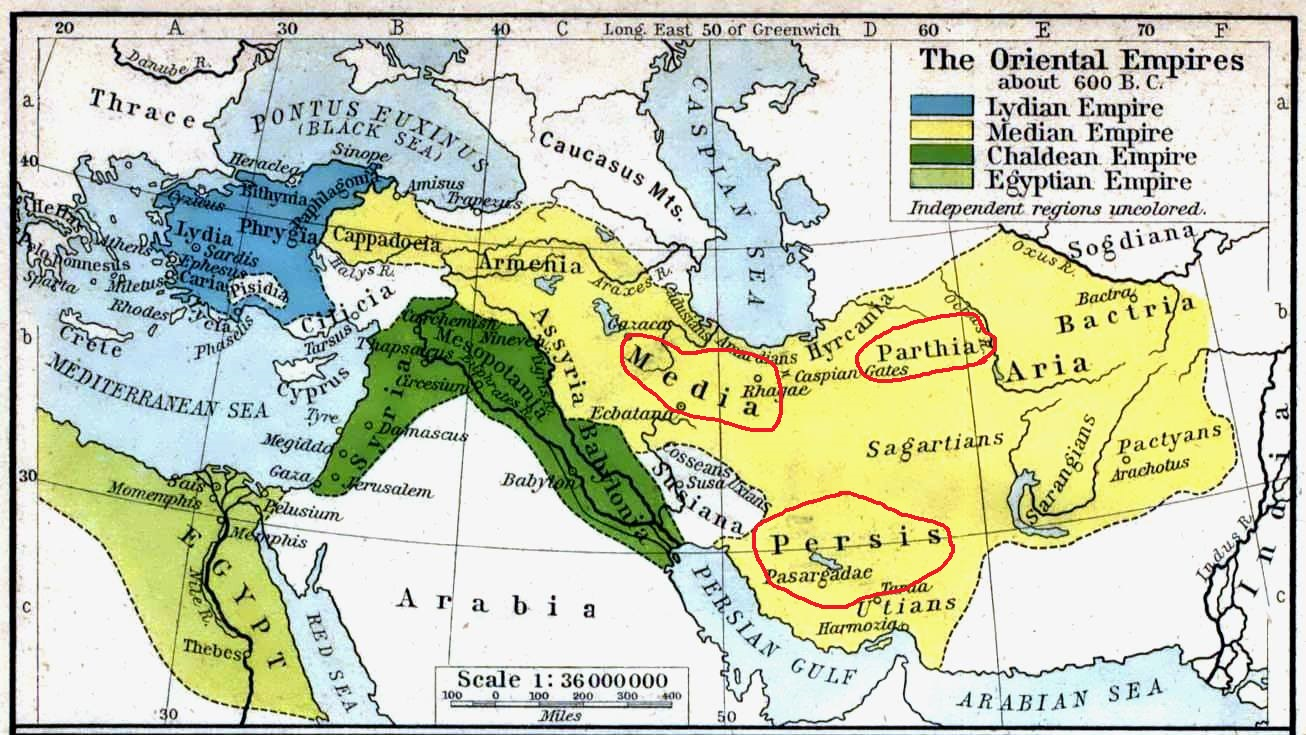
منطقه ماد، پارس و پارت در ایران باستان

آرتور کریستن سن نوشته است که زمان ظهور زرتشت حدود یک هزار سال پیش از میلاد مسیح و پس از مهاجرت قوم ماد و پارس از منطقه شمال شرقی فلات ایران به مناطق غربی بوده است و آیین هخامنشیان زرتشتی نیست بلکه آیین کهن ایرانی و مزداپرستی غیرزرتشتی است. اما هرتسفلد تنها شاهان نخستین هخامنشی را پیرو زرتشت نمی‌داند.

### بیزاری از دروغ
امیل بنونیست می‌نویسد، به جز سنگ نبشته‌های به جای مانده از دوران هخامنشیان، بیزاری ایرانیان در برابر دروغ در بخش‌های تازه‌تر اوستا نیز آمده است. این خود نشانهٔ اینست که این گونه باورها از ویژگی‌های همیشگی و همگانی ایرانیان بوده است. کرگ لینگر باستان‌شناس فرانسوی در کتاب توسعه زندگی دینی می‌نویسد، «هیچ قومی به مانند پارسیان از دروغ نفرت ندارد.»

## قربانی کردن
قربانی کردن گاو در آیین مهرپرستی به مثابهٔ یکی از مهم‌ترین مراسم‌ها اجرا می‌شده است تا با ریخته شدن خون گاو، زمین به حیات دوباره برسد و با خوردن گوشت آن، پیروان این آیین به جاودانگی و نامیرایی رسند.
در دورهٔ هخامنشی نیز مناسک قربانی برای خدایان ایرانی و عیلامی تحت عنوان کوشوکوم برگزار می‌گردید که در کتیبه‌های باستانی باروی تخت جمشید به آن اشاره شده است. هخامنشیان به دلیل نزدیکی فرهنگی ای که با عیلام داشتند، گوسفندانی را برای پیشکشی در مراسم قربانی کوشوکوم (Kušukum) که در تخت جمشید و حوالی آن انجام می‌شد، اختصاص می‌دادند. هاید ماری کخ در مقاله خداشناسی و پرستش در عیلام و ایران هخامنشی احتمال می‌دهد که ریشه این مراسم قربانی را باید در مراسم «گوشوم» (Gušum) جستجو کرد که به «بانوی شهر بلندمرتبه» پیشکش شده بود. هویت بانوی شهر بلندمرتبه مشخص نیست. شاید این مراسم برای یک خدا- مادر قدیمی برگزار می‌شده و بعداً به پینیکیر و کری‌ریشا منتقل شده است. هدایای مراسم گوشوم در دوره عیلام میانی به کری‌ریشا تقدیم می‌شده است و در جریان آن تعدادی قوچ جوان پروار قربانی می‌شد. گوشت قربانی‌ها کباب شده و هرکس قطعه‌ای از آن دریافت می‌کرد (کخ). هنوز هویت واقعی مراسم کوشوکوم در دوره هخامنشی مشخص نیست؛ اما با توجه به انطباق روایت قربانی‌هایی که به درگاه آناهیتا انجام می‌شده در اوستا، پیشینه عیلامی مراسم قربانی کوشوکوم که به درگاه خدابانوی مادر تقدیم می‌شده است.
گزنفون نیز در کوروش‌نامه بارها از قربانی‌های کوروش نام برده است، «در نخستین روزی که کوروش، شاهنشاهی خود را آغاز کرد و به کاخ شاهی قدم گذاشت و در حین ورود به درگاه قصر، برای (هستیا) خدای اجاق خانوادگی و اهورامزدا، پروردگار عالم و دیگر خدایان که مغ‌ها اسم برده بودند قربانی کرد، در هنگام پادشاهی، کوروش هر روز سحرگاه عبادت و قربانی به جای می‌آورد». گزنفون در نوشته‌هایش اشاره کرده است که «رسم قربانی کردن در دستگاه پادشاه ایران معمول بوده و پارسیان از شهریاران خود مجدانه پیوری می‌نمودند و می‌پنداشتند که هر چه در کار عبادت کوشاتر باشند، نیک‌بختی ایشان بیشتر خواهد شد. کوروش همه مال و ثروت خود را صرف خیرات و قربانی می‌کرد و همچنین پس از پیروزی‌هایش در صدد قربانی برمی‌آمد».
پس از ظهور زرتشت به دلایلی مانند مقابله با نمادهای مهرپرستی، ترویج یگانه‌پرستی، لزوم یکجانشینی و توسعهٔ تمدن، با قربانی کردن گاو به شدت مقابله می‌شود و حراست و حمایت از گاو مورد توجه خاص زرتشت قرار می‌گیرد.

## نوشیدن هوم
آیین قربانیگاو و نوشیدن هوم همراه با جشن‌های پرهزینه و باشکوهی بود، این آیین بی‌آنکه به توانگران آسیبی بزند، کشاورزان و چوپانان را ناتوان و مستمند می‌کرد و گویا از همین رو نزد زرتشت پذیرفته نمی‌شد.

## خاکسپاری مردگان
آیین گذاشتن پیکر مردگان پیش جانوران و پرندگان به جز مادها به خزرها و بلخی‌ها نیز پیوند داده شده است، چنان می‌نماید که این یکی از آیین‌های ویژهٔ مردمان ایرانی کهن باشد و کاری را که به فراخور آب و هوا و طرز زندگانی آن‌ها از نیازهای زندگی بوده به گونه یک آیین دینی درآورده‌اند. چنین به نظر می‌رسد که به خاک سپردن مردگان یک آیین پارسی بوده که در آینده رفته رفته رها شده است. گواهی در این باره از برده‌ای ایرانی به نام اوفراتس به دست آمده است. «مرا مسوزان، آتش را از برخورد تن من میالای، من پارسیم، نیاکانم نیز پارسی بودند و گناه آلودن آتش به نزد ما گران‌تر از مرگ است. مرا به خاک بسپار، مولایم، ولی برتنم، آب تطهیر نیفشان چون من آب‌ها را نیز گرامی می‌دارم.»

## انعکاس دین آریایی-ایرانی در شاهنامه
از بررسی دقیق در شاهنامهٔ فردوسی که مهم‌ترین سند روایات ملی ایران است، جسته‌جسته اطلاعاتی راجع به دین ایرانیان پیش از ظهور زرتشت به دست می‌آوریم. برخی از این معلومات با نتیجهٔ تحقیقات دانشمندان خاورشناس مطابق است ولی بخشی دیگر نیک پیداست که نویسندگان خداینامک از مآخذ اصلی شاهنامه‌ها در تحت تأثیر سنن زرتشتی به نگارش آنها پرداخته‌اند. خلاصهٔ اطلاعات شاهنامه به شرح زیر است:
1. یزدان‌پرستی به روایت فردوسی تمامی پادشاهانی که پیش از زرتشت می‌زیستند، یزدان‌پرست بودند. یزدان جمع ایزد است و آن نامیست که به هر یک از فرشتگان دین مزدیسنا گفته می‌شود ولی در پهلوی و فارسی یزدان خاصه دربارهٔ خالق متعال استعمال شده است. کاملاً پیداست که مراد فردوسی از یزدان همان خدای تعالی است نه فرشتگان. مآخذ فردوسی شاهنامهٔ ابومنصوری است و چون مواد آن نیز از خداینامک عصر ساسانیان فراهم شده است، پیداست که مؤلفان زرتشتی خداینامک تحت تأثیر کامل مزدیسنا و نظر به تعصب ملی ایرانیان و افتخار به اینکه ایرانیان همواره یکتاپرست و موحد بودند، واقع شده و تمامی پادشاهان را یزدان‌پرست معرفی کرده‌اند.[۲۵]
2. نبوت پادشاهان نویسندگان خداینامه نخواستند که جهان پیش از زرتشت را از حجت خالی تصور کنند از اینرو همچنان‌که در میان بنی اسرائیل انبیایی مانند داوود و سلیمان هم جنبهٔ پادشاهی داشتند و هم جنبهٔ نبوت ایرانیان نیز به پادشاهان خود هر دو جنبه را اسناد داده‌اند. زندگانی کیخسرو در اواخر عمر بیشتر به زندگی انبیا و اولیا شباهت دارد.[۲۶]
3. روحانیان باید دانست که بلاشک در ایران پیش از ظهور زرتشت روحانیان وجود داشتند و حتی به قول هرودوت طایفهٔ مغان که آنها را یکی از طوایف شش گانهٔ ماد می‌شمارد، سمت روحانیت دینی داشتند. فردوسی به نقش روحانیان در انجام وظایف دین، نقش آنان در تعلیم و تربیت و برگزاری امور عرفی مانند ازدواج و آگاهی آنان بر علم احکام نجوم در شاهنامه اشاره کرده است.[۲۷]
4. دوگانگی اعتقاد به دو مبدأ خیر و شر و اسناد اعمال نیک بدان و کردار زشت بدین، از فحوای شاهنامه مستفاد است. اهریمن و پیروان او دیوان همه جا به فریفتن و گمراه ساختن مشغولند. داستان کشته شدن سیامک به دست دیو و جنگ گیومرث و هوشنگ با او و کشتنش و بند کردن دیوان به دست تهمورث، و قصهٔ دیو سپید مازندران و کشتن ارژنگ و اکوان دیو به دست رستم و غیره سخت مشهورو در شاهنامه مسطور است.[۲۸]
5. خورشیدپرستی در شاهنامه کی گشتاسپ شاه را پرستندهٔ ماه و خورشید دانسته است. و به همین مناسبت است که در تاریخ طبری آمده است که کی‌گشتاسپ و پدرش لهراسب بر دین صابئان بودند تا هنگامی که زرتشت نزد ایشان آمد.[۲۹]
6. آتش‌پرستی فردوسی رسم پرستش آتش را به هوشنگ انتساب می‌دهد.[۳۰]

## گزارش هرودوت
باورها و عقایدی که هرودوت شرح می‌دهد، به‌طور تقریبی به سال ۴۴۵ پیش از میلاد منطبق با ۵۰ سال پس از مرگ داریوش بزرگ مربوط می‌شود.
بی‌گمان در روایت هرودوت مراد از زئوس در هنگام گفتگو دربارهٔ خدای برین همان اهورامزدا است. اهورامزدا یکی از مهم‌ترین ایزدان آیین باستانی اوستایی است که در گات‌های زرتشت در درجهٔ اول اهمیت قرار گرفته است. ستایش این خدا هم از مذهب مزدیسنا در مفهوم اصطلاحی آن و هم از نوآیینی و دین‌آوری زرتشت باستانی‌تر است. به گفتهٔ هرودوت مغ در هنگام مراسم تاجی از اسپرغم بر سر می‌گذاشت این یک رسم ویژهٔ پارسی است و شاید از بومیان انیرانی و غیرآریایی فرا گرفته بودند در صورتی‌که در مراسم پرستش اوستایی چنان‌که هنوز در میان پارسیان هند رواج دارد، موبد باید سر خود و همچنین پایین چهره‌اش را با پنام بپوشاند تا دم او آتش را نیالاند. بدین ترتیب می‌توان تصور کرد دینی که هرودوت به ایرانیان نسبت داده است، آیین زرتشتی نبوده بلکه گونهٔ ابتدایی آیین کهن ایرانی است که بر اساس چندتا پرستی و ستایش نیروهای مینوی شدهٔ گیتی استوار بوده است. این کیش به باورهای ودایی بیشتر از آیین زرتشتی نزدیک است. دین ایرانی‌ای که هرودوت توصیف کرده است، با آیین اوستایی تنها در مورد عقایدی که بازماندهٔ باورهای دوران هندوایرانی است هماهنگی دارد و برخی از این باورهای کهن را، باوجود دگرگونی و جابه‌جایی‌های فراوان هنوز می‌توان در اوستا تشخیص داد.

## منبع‌شناسی
یشت‌ها بخشی از اوستاست و سرودهای ستایش است برای خدایان دوران آریایی پیش از زرتشت که موبدان زرتشتی هنگام گردآوری و جمع و تألیف اوستا، آن سرودها را چنان‌که باقی مانده بود، به دلخواه خود تدوین کرده و اهورامزدا و امشاسپندان را بر آن خدایان سروری بخشیده و به‌شمار بخشی از اوستا درآوردند. این یشت‌ها سرودهایی بوده از دوران قدیم آریایی و پیش از زرتشت که در بزرگداشت ایزدانی بزرگ مانند، آناهیتا، تیشتر، میترا، بهرام، ارته، رشن، فروهر و هوم همچنین یشتی در مورد زامیاد (زمین) که در ستایش فر کیانی است، می‌باشد. چون شاخص آیین کهن ایرانی البته شاخص آریایی آن از روی همین یشت‌ها مطالعه و پژوهش می‌شود، اوستای موجود و همچنین وندیداد یا کتاب شرایع و احکام مزدیسنا منابع مهمی برای مطالعه دربارهٔ این آیین‌ها هستند.